# Lijst van burgemeesters van Kortenberg
Hieronder volgt de lijst van burgemeesters van Kortenberg.

## Meiers
- 1725 - 1733 : Claudius Ermens
- 1733 - 1777 : Petrus Ermens
- 1819 - 1829 : Joseph Charles van Grave

## Burgemeesters Belgische staat
- 1830 - 1851 : Lambert-Joseph Schuermans
- 1852 - 1878 : Felix Hensmans
- 1879 - 1884 : Joannes-Jacobus Vanbeneden
- 1884 - 1900 : Lodewijk Maes
- 1901 - 1921 : Felix Vrebos
  - Tijdens de Eerste Wereldoorlog werd Vrebos opgepakt en gemarteld door de Duitsers, maar hij kon vluchten naar Londen, Camiel Schuermans fungeerde als dienstdoend burgemeester.
- 1921 - 1944 : Camiel Schuermans (Katholieke Unie)
- 1944 - 1951 : Victor De Wals (1881-1951) (CVP)
- 1951 - 1953 : Victor Devolder (PVV)
- 1953 - 1976 : Justin Schuermans (CVP)

### Na de gemeentefusie
Kortenberg fusioneerde bij de Fusie van Belgische gemeenten in 1977 met Erps-Kwerps, Everberg en Meerbeek.
- 1977 - 1979 : Felix Taes (CVP)
- 1979 - 1982 : Robert De Coster
- 1983 - 1988 : André Devolder (SP)
- 1989 - 1994 : Henri Vannoppen (PVV)
- 1995 - 2000 : Chris Taes (CVP)
- 2001 - 2003 : Marc Thienpont (VLD)
- 2004 - 2006 : Henri Vannoppen (VLD)
- 2007 - 2012 : Chris Taes (CD&V)
- 2013 - 2018 : Chris Taes (CD&V)
- 2019 - ... : Alexandra Thienpont (CD&V)

Brussels Hoofdstedelijk Gewest:
Anderlecht · 
Brussel

Vlaanderen:
Aalst · 
Aarschot · 
Antwerpen · 
 Asse · 
Beernem · 
Bertem · 
Blankenberge · 
Brugge · 
Damme · 
De Haan · 
De Panne · 
Deerlijk · 
Deinze · 
Eeklo · 
Evergem · 
Galmaarden · 
Geraardsbergen · 
Gent · 
Halle · 
Hasselt · 
Herent · 
Herk-de-Stad · 
Herzele · 
Heusden-Zolder · 
Houthalen-Helchteren · 
Ichtegem · 
Kaprijke · 
Knokke-Heist · 
Kortemark · 
Kortenberg · 
Kortrijk · 
Leuven · 
Lichtervelde · 
Lievegem · 
Lokeren · 
Maldegem · 
Mechelen · 
Moerbeke-Waas · 
Ninove · 
Oostende · 
Oostkamp · 
Poperinge · 
Roeselare · 
Ronse · 
Sint-Lievens-Houtem · 
Sint-Niklaas · 
Sint-Truiden · 
Temse · 
Tielt · 
Tienen · 
Tongeren · 
Torhout · 
Veurne · 
Waregem · 
Wellen · 
Wetteren · 
Wichelen · 
Zaventem · 
Zedelgem · 
Zele · 
Zonhoven · 
Zottegem

Wallonië: 
Charleroi · 
's-Gravenbrakel · 
Morlanwelz · 
Ophain-Bois-Seigneur-Isaac · 
Waver